# Province de Prachuap Khiri Khan
Pour les articles homonymes, voir Prachuap Khiri Khan (homonymie).
Prachuap Khiri Khan (en thaï : ประจวบคีรีขันธ์ ; API : [pràʔt͡ɕuàp kʰiːriː kʰǎn]) est une province (changwat) de Thaïlande.
Elle est située dans le centre du pays. Sa capitale est la ville de Prachuap Khiri Khan.

## Subdivisions

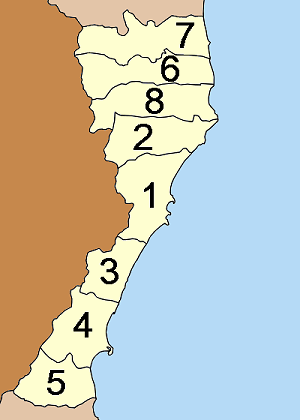
Carte des amphoe de la province de Prachuap Khiri Khan.

Prachuap Khiri Khan est subdivisée en 8 districts (amphoe) : 
1. Mueang Prachuap Khiri Khan (อำเภอเมืองประจวบคีรีขันธ์)
2. Kui Buri (อำเภอกุยบุรี)
3. Thap Sakae (อำเภอทับสะแก)
4. Bang Saphan (อำเภอบางสะพาน)
5. Bang Saphan Noi (อำเภอบางสะพานน้อย)
6. Pran Buri (อำเภอปราณบุรี)
7. Hua Hin (อำเภอหัวหิน)
8. Sam Roi Yot (กิ่งอำเภอสามร้อยยอด)

Ces districts sont eux-mêmes subdivisés en 48 sous-districts (tambon) et 388 villages (muban).

## Voir aussi

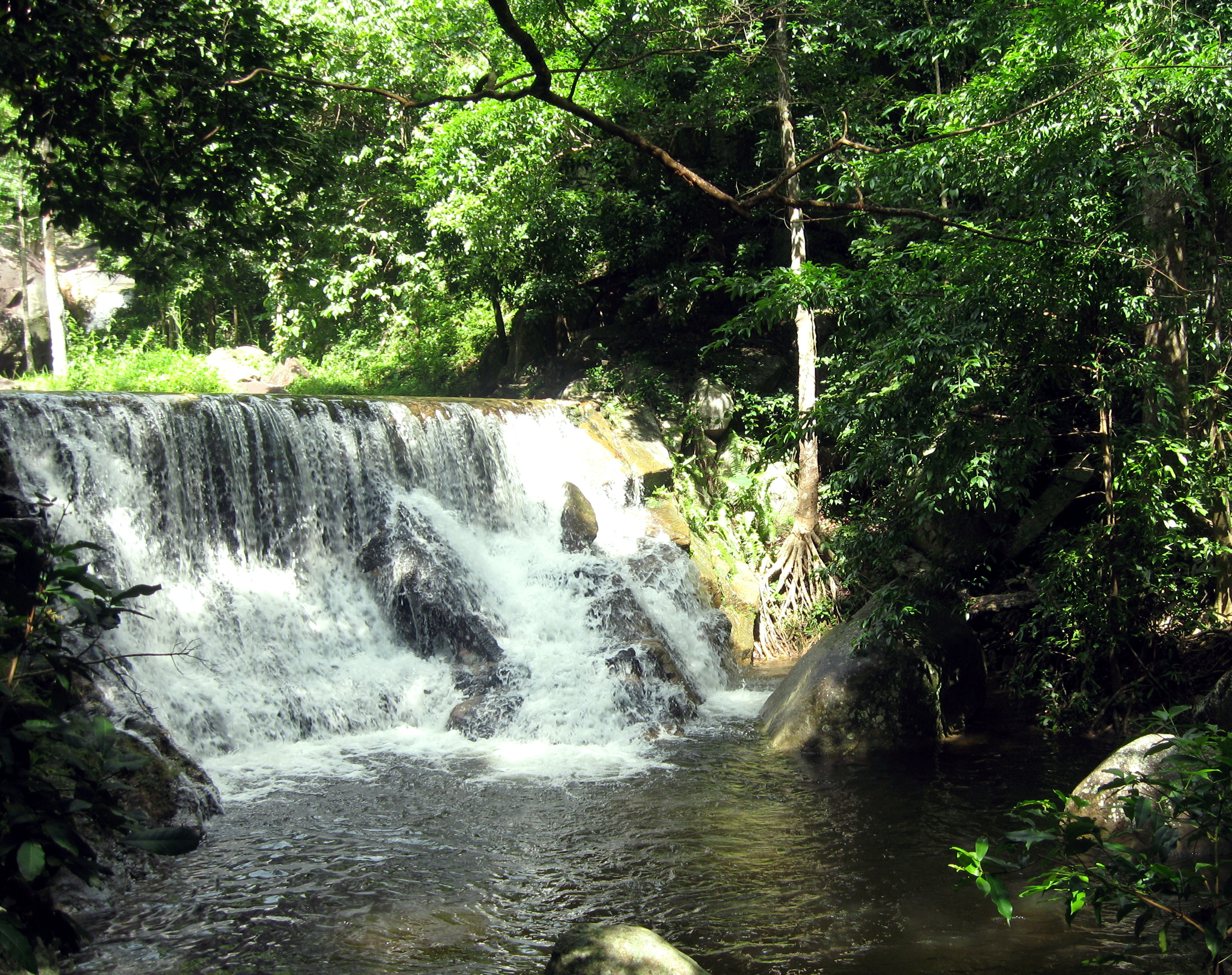
Cascade de Huay Yang (น้ำตกห้วยยาง)

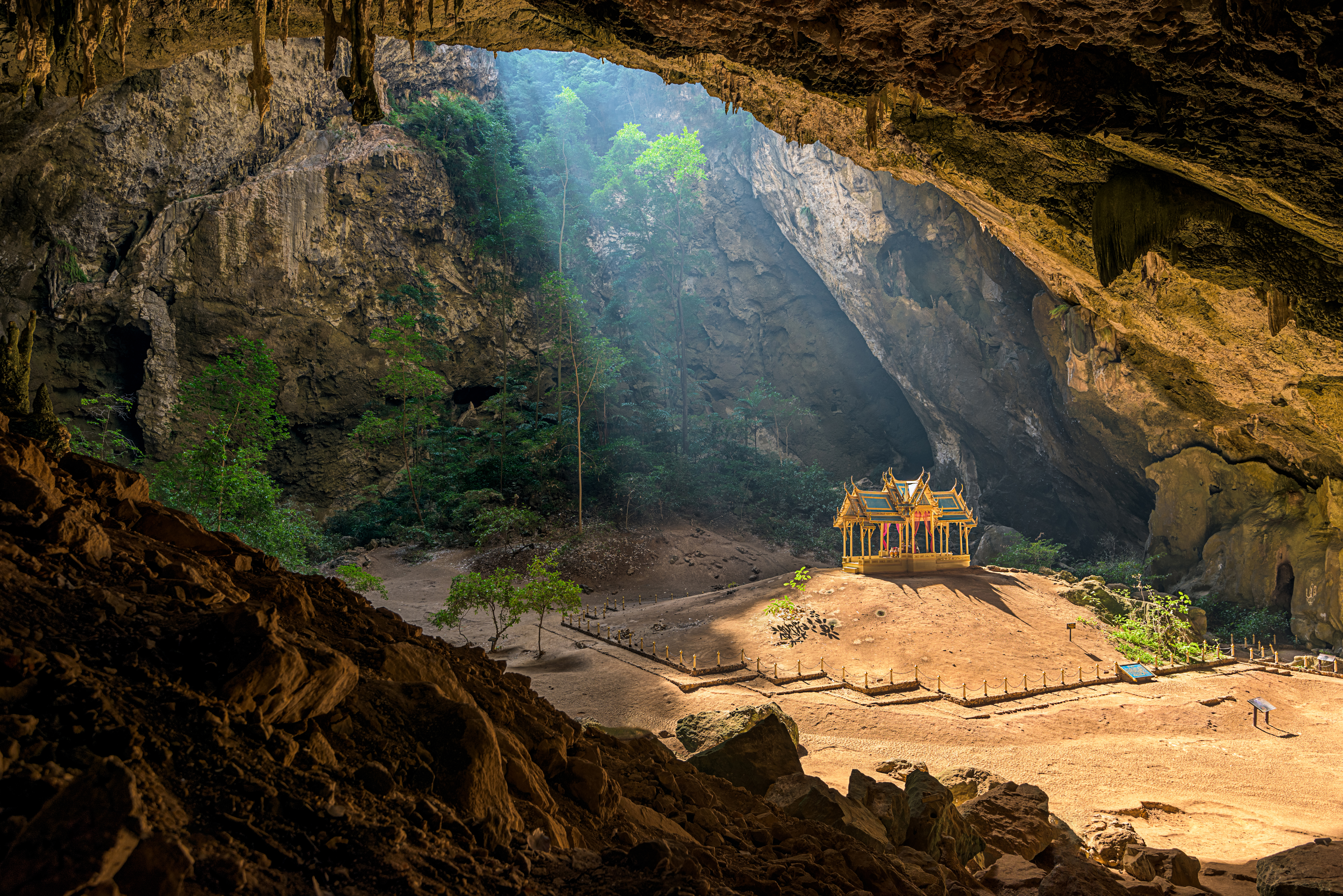
Le pavillon royal Kuha Karuhas dans la grotte de Phraya Nakhon au parc national de Khao Sam Roi Yot, dans la province de Prachuap Khiri Khan. Décembre 2015.